# Cabinho
Evanivaldo Castro Silva, detto Cabinho (Salvador de Bahia, 28 aprile 1949), è un allenatore di calcio ed ex calciatore brasiliano, di ruolo attaccante. È il miglior realizzatore della storia della Primera División messicana.

## Carriera

### Club
Nato a Salvador de Bahia, debutta nel Flamengo nel 1969. Nel 1974 si trasferisce in Messico, nel Pumas UNAM che lo pagò $40.000, dove gioca fino al 1979 vincendo quattro titoli di capocannoniere consecutivi (dal 1975 al 1979). Nel 1979 passa all'Atlante, dove vince altre tre volte consecutive il titolo di miglior marcatore stagionale. Nel 1982 si trasferisce al León, dove gioca fino al 1985. Dopo una breve parentesi in Brasile, al Paysandu, torna in Messico, al Tigres UANL, dove chiude la carriera nel 1988. Deve il suo soprannome di Cabinho (piccolo caporale) alla sua passione per le divise mimetiche.

### Allenatore
Dopo il ritiro ha allenato i Lobos BUAP.

## Palmarès

### Giocatore

#### Club
- Campionato messicano: 1

UNAM: 1976-1977

#### Individuale
- Capocannoniere della Coppa del Messico: 1

1974-1975 (15 gol)
- Capocannoniere della Primera División messicana: 8

1975-1976 (29 gol), 1976-1977 (34 gol), 1977-1978 (33 gol), 1978-1979 (26 gol), 1979-1980 (30 gol), 1980-1981 (29 gol), 1981-1982 (32 gol), 1984-1985 (23 gol)
- Pallone d'oro (Messico): 3

1976-1977, 1977-1978, 1980-1981